# Bradfields tok
De Bradfields tok (Lophoceros bradfieldi synoniem: Tockus bradfieldi) is een neushoornvogel die voorkomt in het Afrotropisch gebied. Deze vogel is genoemd naar zijn ontdekker, de Zuid-Afrikaanse boer en natuuronderzoeker Rupert Dudley Bradfield (1882-1949).

## Beschrijving en voorkomen
De Bradfields tok is 50 tot 57 cm lang en heeft een witte buik en zwarte rug en vleugels. Het uiteinde van de lange staartpennen is ook wit. Het vrouwtje is kleiner en heeft een blauwgroene kale huid rond het oog. De snavel is rood en de iris is geel.

## Verspreiding en leefgebied
De Bradfields tok is een vrij schaarse vogel die voorkomt in een typisch droog landschap dat bestaat uit loofbomen (Colophospermum mopane, Caesalpinioideae) en doornig struikgewas in het noordoosten van Namibië (vooral het Nationale Park Waterberg in Otjozondjupa), het noorden van Botswana, Zuid-Angola en Oost-Zimbabwe. Zij foerageren op wilde vruchten, grote insecten, noten en kleine reptielen.

## Status
De grootte van de populatie is niet gekwantificeerd maar de soort wordt omschreven als plaatselijk algemeen. Op de Rode lijst van de IUCN heeft deze soort de status niet bedreigd.